# Peter Epting
Peter Epting ist ein Schweizer Architekt und Sportfunktionär.
Epting war von 1967 bis 2015 beim Schweizer Architekturunternehmen Burckhardt+Partner AG tätig, zuletzt als CEO.
Von 1992 bis 1996 war Epting Präsident des Fussballclubs FC Basel. Er setzte die unter seinem Vorgänger Charles Röthlisberger begonnene Konsolidierung des finanziell und sportlich bedrohten Fussballclubs fort. Unter Epting gelang dem Fussballclub 1994 der Aufstieg in die Nationalliga A. Vorher hatte der FC Basel sechs Jahre in der Nationalliga B gespielt. Epting gründete eine Donatoren-Vereinigung, deren finanzielle Unterstützung später massgebend für den Aufstieg des Fussballclubs war.
Epting ist verheiratet und lebt in Riehen.